# Caisse centrale de la mutualité sociale agricole
La Caisse centrale de mutualité sociale agricole (CCMSA) régit l'organisation des différentes caisses de la Mutualité sociale agricole (MSA). 
Sous la tutelle des ministères de l'Agriculture, des Affaires Sociales et du Budget elle gère la protection sociale du monde agricole par le biais des différentes MSA dont elle assure la gestion au niveau national. Sa directrice générale est Anne-Laure Torrésin depuis le 1er avril 2024.
Le régime agricole était en 2010, par le nombre de ses assurés, le 2e régime de protection sociale en France avec 5,6 millions de bénéficiaires en 2010, selon la MSA.
Depuis 2009, la déclaration de revenu faite  dans le cadre de l'attribution des prestations familiales à la CCMSA n'est pas nécessaire: les données fiscales de la Direction générale des Finances publiques (DGFiP) sont désormais directement transmises, via un traitement automatisé de données à caractère personnel, à la CCMSA (ainsi qu'à la CNAF et à la CNIEG) .

## Activité de lobbying auprès de l'Assemblée nationale
La CCMSA est inscrite comme représentant d'intérêts auprès de l'Assemblée nationale. Elle déclare à ce titre en 2013 un budget global de 1 400 000 000 euros, et indique que les coûts annuels liés aux activités directes de représentation d'intérêts auprès du Parlement sont compris entre 50 000 et 100 000 euros.